# Альтенгаузен
Альтенгаузен (нім. Altenhausen) — громада в Німеччині, розташована в землі Саксонія-Ангальт. Входить до складу району Берде. Складова частина об'єднання громад Флехтінген.
Площа — 43,17 км2. Населення становить 1048 ос. (станом на 31 грудня 2021).

## Галерея

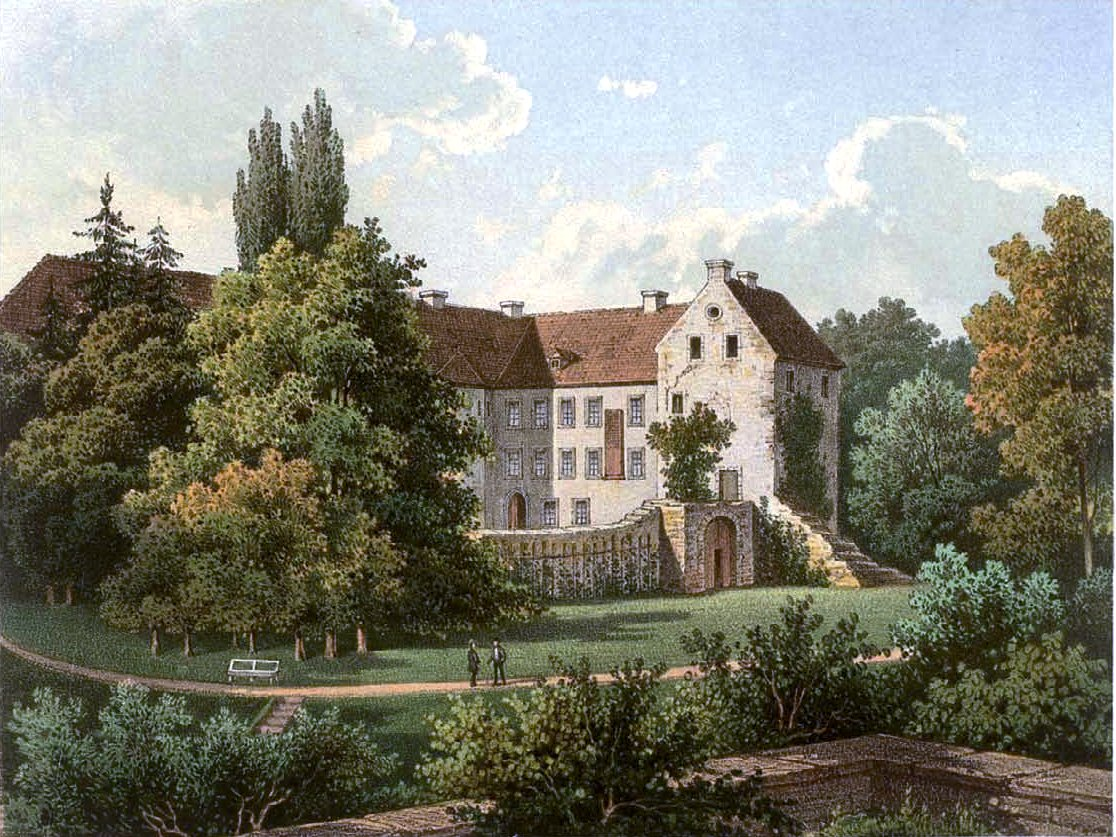
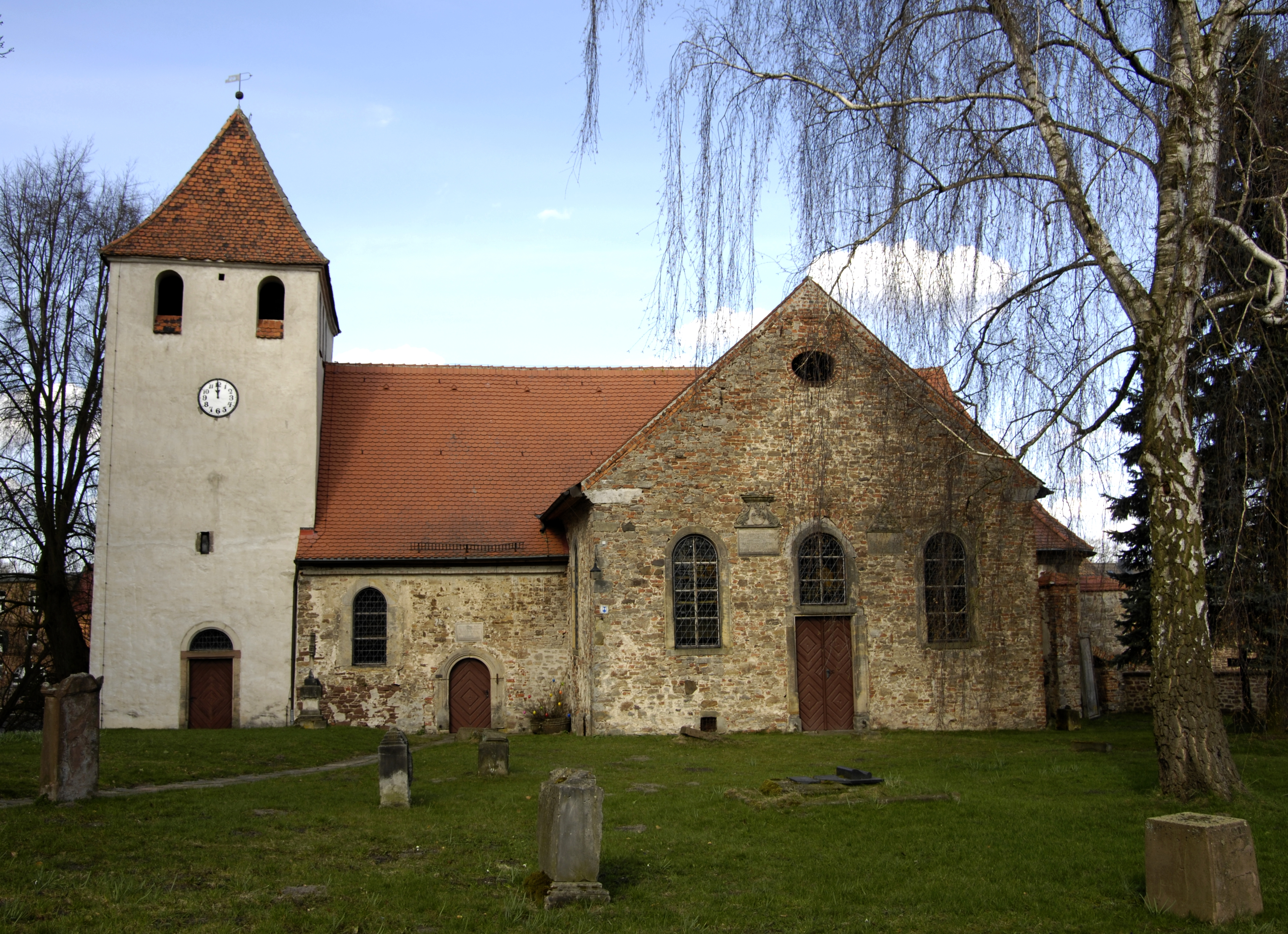